# كارل فيليب
كارل فيليب أو تشارلز فيليب (بالإنجليزية: Karl Philipp)‏ (15 أبريل 1771 - 15 أكتوبر 1820) هو أمير بيت شوارزنبرج، وجنرالٌ ومارشالٌ نمساويٌّ. ولجَ الخدمة العسكريَّةَ عام 1788 واستهلها بمحاربةِ العثمانيين. وفي خضمِّ حروب الثورة الفرنسية حاربَ إلى جانبِ الحلفاء ضد الإمبراطورية الفرنسية الأولى، وانتصر على نابليون بونابرت في سلسلةٍ من المعارك المُتَتاليَّةِ مثل معركة بار سور أوب عام 1814.